# Saint-Ouën-des-Vallons
Saint-Ouën-des-Vallons – miejscowość i dawna gmina we Francji, w regionie Kraj Loary, w departamencie Mayenne. W 2013 roku populacja ówczesnej gminy wynosiła 186 mieszkańców. 
W dniu 1 stycznia 2019 roku z połączenia czterech ówczesnych gmin – Deux-Évailles, Montourtier, Montsûrs-Saint-Céneré oraz Saint-Ouën-des-Vallons – utworzono nową gminę Montsûrs. Siedzibą gminy pozostała miejscowość Montsûrs. 